# Fluorure de rhodium(III)
Le fluorure de rhodium(III) est un composé chimique de formule RhF3. Il s'agit d'un solide rouge insoluble dans l'eau, les acides dilués et les bases diluées, cristallisé dans le système trigonal avec le groupe d'espace R3c (no 167). On connaît également un hexahydrate RhF3·6H2O et un nonahydrate RhF3·9H2O, tous deux solubles dans l'eau,.
Il peut être obtenu en faisant réagir du rhodium avec du fluor F2 à 600 °C :
2 Rh + 3 F2 ⟶ 2 RhF3.
Les hydrates peuvent être obtenus à partir de la réaction de fluorures avec des solutions de sels de rhodium(III).